# Linia kolejowa Tosno – Szapki
Linia kolejowa Tosno – Szapki – linia kolejowa w Rosji łącząca stację Tosno ze ślepą stacją Szapki. Zarządzana jest przez region petersburski Kolei Październikowej (część Kolei Rosyjskich). 
Linia położona jest w obwodzie leningradzkim, w całości w rejonie tośnieńskim. Na całej długości jest zelektryfikowana i jednotorowa.